# PortableDSL
PortableDSL (englisch portable für „tragbar“, DSL für Digital Subscriber Line) ist eine Bezeichnung für eine Art von Datenanschluss.

## Eigenschaften
PortableDSL ist nicht mobil, sondern portabel, das bedeutet, man kann es an verschiedenen Orten benutzen, aber nicht auf der Fahrt von einem Ort zum anderen.
Ein PortableDSL-Anschluss wird von einem Funknetz versorgt.
Es gibt eine grundlegende Funk-Technologie: Wideband CDMA (WCDMA).
- Nutzfrequenzen:
  - 1.1 1.900–1.920 MHz (TDD)
  - 1.2 1.920–1.980 MHz (FDD-Uplink)
  - 2.1 2.020–2.025 MHz (TDD)
  - 2.2 2.110–2.170 MHz (FDD-Downlink)
- Kanalbandbreite: 5 MHz
- Chip-Rate bei FDD: 3,84 Mcps
- Nutzertrennung: Code (CDMA); Frequenz (FDMA)

Diese 2 Kanäle sind charakteristisch für einen DSL-Anschluss. Ein Funkmode sendet/empfängt über diese Kanäle Daten. Eine eigene SIM-Karte und ein PPPoE-Client sollten die letzten Identifikationstests sein. PortableDSL nutzt 3G-Sicherheitsstandards. Es erfolgt eine Verschlüsselung der Luftschnittstelle mit 128-bit-Schlüsseln, die wiederum nach dem Zufallsprinzip verteilt gesendet werden. Ebenso wird die IP-Adresse dynamisch vergeben.
Die Eckdaten des in Deutschland unter PortableDSL vertriebenen Produktes sind:
- Frequenzbereich: 2500 MHz bis 2686 MHz
- Chiprate: 3,84 Mcps bei 5 MHz Kanalbandbreite
- Chiprate: 7,68 Mcps bei 10 MHz Kanalbandbreite
- Duplexverfahren: TDD, gem. 3GPP
- Nutzertrennung: TD-CDMA
- Modemhersteller: IPWireless

Die Authentifizierung erfolgt über eine USIM-Karte.

## Geschwindigkeiten
Verbreitete Datenübertragungsraten sind PortableDSL 128 (128 kbit/s Download- und 64 kbit/s Upload-Geschwindigkeit) und PortableDSL 1024 (1024 kbit/s Download- und 128 kbit/s Upload-Geschwindigkeit).